# Galgóczy János
Sajógalgóci Galgóczy János (Diószeg, 1715 körül – Nagyszombat, 1776. április 6.) római katolikus pap, az első rozsnyói püspök.

## Élete
1744 és 1754 között az Esztergomi Római Katolikus Főegyházmegye kanonokja volt. 1776-ban Rozsnyó első püspökévé nevezték ki, de elhunyt, mielőtt beiktatásra került volna. Utódja gróf Révay Antal lett.

## Fordítás
- Ez a szócikk részben vagy egészben  a   János Galgóczy című angol Wikipédia-szócikk fordításán alapul.  Az eredeti cikk szerkesztőit annak laptörténete sorolja fel. Ez a jelzés csupán a megfogalmazás eredetét és a szerzői jogokat jelzi, nem szolgál a cikkben szereplő információk forrásmegjelöléseként.